# Metal Mutant
Metal Mutant is een singleplayer computerspel dat werd ontwikkeld en uitgegeven door Silmarils. Het spel kwam in 1991 uit voor de platforms DOS, Commodore Amiga en de Atari ST.
De speler bestuurt bij dit actiespel een fictieve machine genaamd Metal Mutant. Deze machine is naar planeet Kronox gestuurd om de krankzinnige computer AROD 7 te vinden en te vernietigen. Het spel is een side-scrolling en bevat levels die uit verschillende, niet vloeiend in elkaar overlopende, schermen bestaan.

## Karakters
De Metal Mutant kan in verschillende gedaantes veranderen te weten: humanoïde, dinosaurus en tank. Elke gedaante heeft verschillende eigenschappen. Zo kan een humanoïde springen en een tank raketten afvuren. De speler moet vaak van gedaante wijzigen om bepaalde obstakels te overkomen en bepaalde vijanden te vernietigen. Tijdens het spel kunnen verschillende upgrades bemachtigd worden waarbij de speler meer mogelijkheden krijgt. Ook is er een rechargestation waar de speler zijn levenskracht kan aanvullen.
- Humanoïde
  - From the start: Springen, Opladen, Trident
  - Later: Bijl, Grijphaak, Energieontploffing
- Dinosaurus
  - From the start: Bijten, Vlammen, Vlammende staart
  - Later: Schild, Remote Mechanical Fly, Bionisch oog
- Tank
  - From the start: 360° laserpistool
  - Later: zware torpedo's, Boss Energy Signature Detector